# Rijnvoetbalkampioenschap 1917/18
In 1917/18 werd het tiende Rijnvoetbalkampioenschap gespeeld, dat georganiseerd werd door de Zuid-Duitse voetbalbond. De competitie werd georganiseerd als Westkreisliga. 
Enkel van de competitie in Mannheim zijn uitslagen bewaard gebleven. Drie clubs speelden de eindronde en Phönix Mannheim werd kampioen en plaatste zich voor de Zuid-Duitse eindronde. De club verloor in de halve finale van FC Union Stuttgart. 

## Westkreisliga

### Mannheim/Ludwigshafen
| Plaats | Club                         | Wed. | W | G | V | Saldo | Ptn.  |
| ------ | ---------------------------- | ---- | - | - | - | ----- | ----- |
| 1.     | Mannheimer FC Phönix 02      | 10   | 8 | 2 | 0 | 34:10 | 18:02 |
| 2.     | FVgg Neckarau                | 10   | 5 | 4 | 1 | 31:18 | 14:06 |
| 3.     | Mannheimer FC 1908 Lindenhof | 10   | 5 | 3 | 2 | 13:08 | 13:07 |
| 4.     | SV Waldhof                   | 10   | 3 | 2 | 5 | 22:18 | 08:12 |
| 5.     | VfR Mannheim                 | 10   | 3 | 0 | 7 | 17:23 | 06:14 |
| 6.     | TB Jahn Neckarau             | 10   | 0 | 1 | 9 | 05:45 | 01:19 |

|  | Geplaatst voor eindronde Westkreis |

### Eindronde
De voorrondes van andere competities zijn niet meer bekend als die er al waren. 
| Plaats | Club                 | Wed. | W | G | V | Saldo | Ptn. |
| ------ | -------------------- | ---- | - | - | - | ----- | ---- |
| 1.     | Mannheimer FC Phönix | 4    | 3 | 1 | 0 | 10:2  | 7:1  |
| 2.     | FC Alemannia Worms   | 3    | 1 | 1 | 1 | 3:5   | 3:3  |
| 3.     | Ludwigshafener FG 03 | 3    | 0 | 0 | 3 | 0:6   | 0:6  |

|  | Geplaatst voor Zuid-Duitse eindronde |